# Laphria ogumae
Laphria ogumae là một loài ruồi trong họ Asilidae. Laphria ogumae được Matsumura miêu tả năm 1911. Loài này phân bố ở vùng Cổ Bắc giới.